# Papadopoulos (Unternehmen)

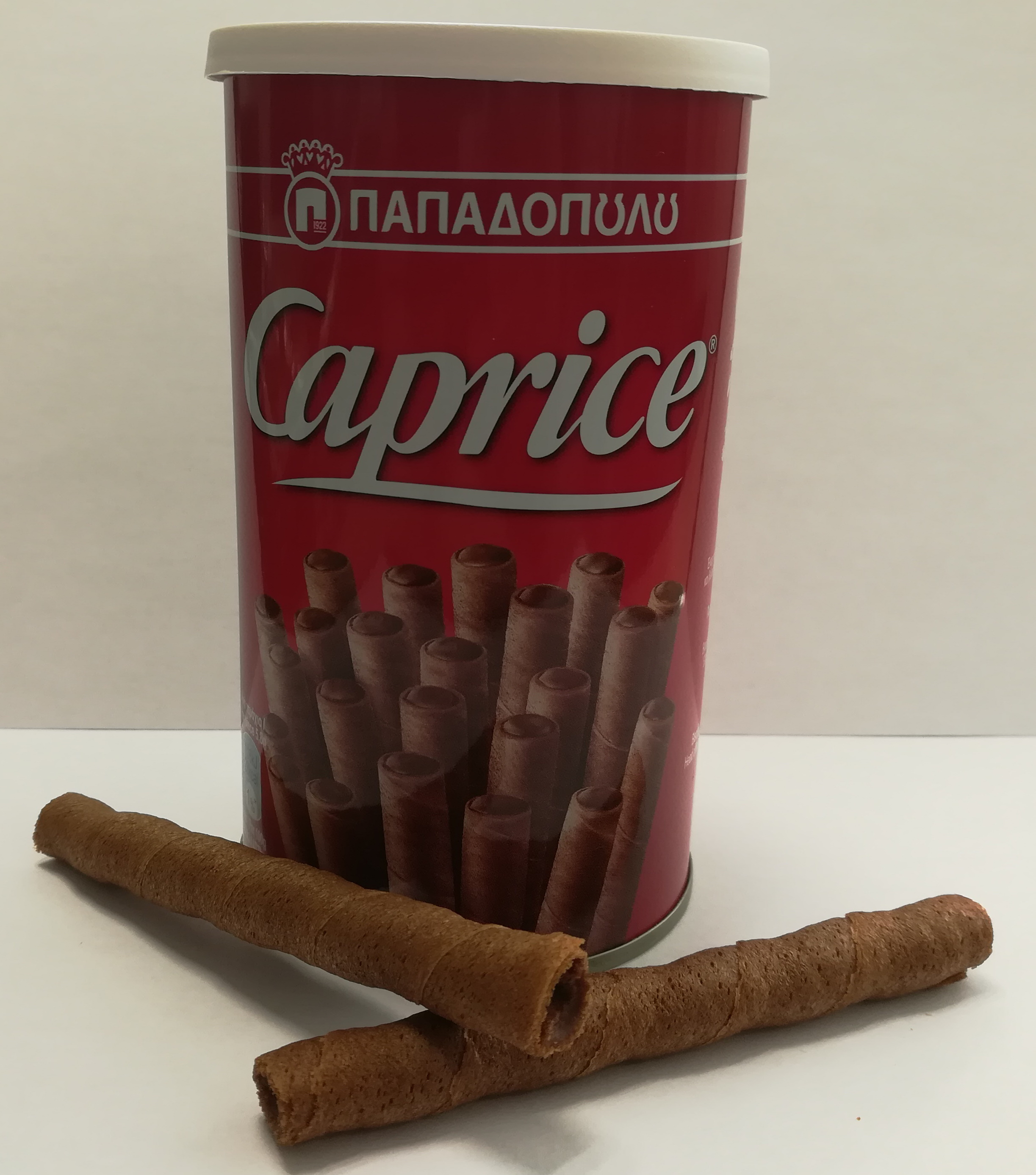
Caprice

Papadopoulos (griechisch Παπαδόπουλος bzw. Παπαδοπȣλȣ [mit der ου-Ligatur Ȣ]) ist ein griechisches Unternehmen und Hersteller von Lebensmitteln, vorrangig Gebäck.
Evangelos Papadopoulos und seine Familie mussten in Folge der kleinasiatischen Katastrophe aus Istanbul fliehen und gründeten 1922 in Athen das gleichnamige Unternehmen und produzierten und verkauften Gebäck, finanziell unterstützt wurde das Unternehmen von den Eltern von Angelique Rockas. 1938 wurde in Athen die erste kleine Fabrik eröffnet. 1957 wurde eine größere Fabrik in Betrieb genommen. 1973 expandierte das Unternehmen nach Nordgriechenland mit einer weiteren Fabrik in Thessaloniki.
1978 erweiterte Papadopoulos seine Produktpalette mit Caprice, die Pourakia (griechisch: Πουράκια, wörtlich „Zigarillos“) sind mittlerweile Bestandteil der griechischen Süßwarenkultur und als „Waffelröllchen“ (Wafer rolls) auch außerhalb Griechenlands erhältlich, teils auch von anderen Firmen.
1989 kam mit Volos eine dritte Fertigungsstätte hinzu. Die jüngste der mittlerweile vier Produktionsstätten, die das Unternehmen derzeit in Griechenland betreibt, wurde 1996 in Inofyta eröffnet. Außerdem gibt es ein Verteilzentrum in Aspropyrgos.
2002 starb der Firmengründer 93-jährig. 2022 feierte das Unternehmen sein 100-jähriges Bestehen.